# ランテージ
ランテージ（Runtage）は、佐賀県杵島郡江北町に本社を置く靴下メーカー、イイダ靴下が展開するスポーツブランド。
2014年誕生。
Runtageとは、Run（運動・躍動・スポーティさ）+ Bandage（サポーターや包帯などの意）を掛け合わせた造語である。

## ブランドコンセプト
機能に比例して高価格になりがちなスポーツウェア市場において、高品質な機能性アイテムを、多くのユーザーにリーズナブルな価格で提供することを目的に誕生した。

## 主な商品
- アスリートランナーPROシリーズ - 生産国：日本。着圧スポーツタイツ。
- アスリートサポートソックスシリーズ - 生産国：日本。スポーツ全般向けの機能性ソックス。
- アスリートコンプレッションPRO トップスシリーズ - 生産国：日本。着圧トップスインナー。
- アスリートラウンドPROシリーズ - 生産国：日本。機能性ゴルフソックス。
- IDATEN SOLIDシリーズ - 生産国：日本。超軽量ランニングソックス。
- サーモニクスシリーズ - 生産国：中国。体温コントロール機能付き防寒インナー。
- フィールドプロシリーズ - 生産国：日本。フィールド競技向け5本指ソックスとサポーター。
- メッシュマスク - 生産国：日本。格子ハニカム編みによる息がしやすい布マスク。
- 極厚エース - 生産国：日本。極厚のテニス用ソックス。
- Wフィールドソックス - 生産国：日本。水陸両用の釣り用ソックス。
- トレイルタイツ - 生産国：日本。登山用タイツ。